# Den pracovního klidu
Den pracovního klidu je označení dne určeného k pracovnímu odpočinku, kdy je možnost nařízení práce zaměstnavatelem omezena zákonem. V České republice jej upravuje paragraf 91 Zákoníku práce (zákon č. 262/2006 Sb.), který stanovuje, že dnem pracovního klidu jsou dny nepřetržitého odpočinku v týdnu (nejčastěji soboty a neděle, ale záleží na rozvržení pracovní doby konkrétního zaměstnance) a svátky, a za jakých výjimečných podmínek může zaměstnavatel práci nařídit. 